# Amaury Capiot
Amaury Capiot (født 25. juni 1993 i Tongeren) er en cykelrytter fra Belgien, der kører for Fejl i Modul:Cykelhold: Wikidata-entitet ikke angivet..